# 梅敦 (阿拉巴马州)
梅敦（英語：Maytown）是美国阿拉巴马州下属的一座城市。面积约为2.68平方英里（约合6.95平方公里）。根据2010年美国人口普查，该市有人口385人，人口密度为143.55/平方英里（约合55.4/平方公里）。